# Martin Rennie
Martin Rennie (* 22. Mai 1975 in Thurso) ist ein schottischer Fußballtrainer. Seit dem 10. Dezember 2021 trainiert er den schottischen Drittligisten FC Falkirk.
Rennie ging im Alter von 19 Jahren in die USA. Dort spielte der Mittelfeldspieler bei den Charlotte Eagles in der A-League. Er musste dieses Engagement aber kurze Zeit später aufgrund einer Knieverletzung wieder aufgeben. Rennie kehrte daraufhin nach Schottland zurück und spielte bis Ende 30 bei verschiedenen schottischen Amateurvereinen. Seine Knieverletzung machte ihm immer wieder zu schaffen, bis er schließlich seine Laufbahn als aktiver Spieler beenden musste.

## Trainerkarriere

### Cascade Surge
Rennie erhielt die UEFA A-Trainerlizenz im Alter von 26 Jahren. Damit war er einer der jüngsten, der je diesen Trainerschein gemacht hat. 2005 begann er seine Trainerkarriere bei Cascade Surge. Surge spielte damals in der USL Premier Development League. Mit der Mannschaft aus Salem, Oregon erreichte er das beste Ergebnis seiner gesamten Trainerlaufbahn. Insgesamt verlor die Mannschaft nur zwei Spiele und erreichte das Championship Finale der USL PDL.
Nach diesem Erfolg hatte er zahlreiche Angebote von verschiedenen US-amerikanischen Mannschaften. Nachdem er in Schottland noch weitere Kurse im Bereich Training und Psychologie absolviert hatte, kehrte er als Trainer der Cleveland City Stars zurück. Er wurde damit der erste Trainer des neugegründeten USL-Second-Division-Franchises. Mit den Stars erreichte er auf Anhieb Platz 2 in der Liga und wurde zum besten Trainer des Jahres ernannt. Eine Saison später konnte die Mannschaft sogar die Play-offs der USL-2 gewinnen.

### Carolina RailHawks
Zur Saison 2009 wechselte er zu den Carolina RailHawks in die USL First Division. Nach zwei durchwachsenen Spielzeiten für die Hawk, schaffte es Rennie mit der Mannschaft auf Platz 2 der Liga. In den Play-offs konnte das Halbfinale erreicht werden.
Während der Saison 2010 entwickelte sich die Mannschaft zu einem der besten Teams außerhalb der Major League Soccer. Sie erreichte in der USSF Division 2 Professional League, der damals zweiten Liga des Landes, den ersten Platz in der NASL Conference. In den Play-offs stand Rennie mit seinem Team im Finale. Dieser Erfolg konnte in der Saison 2011 fortgeführt werden. Die RailHawks spielten nun in der neugeschaffenen North American Soccer League und belegten in deren ersten Saison den ersten Platz in der Regular Season.

### Vancouver Whitecaps
Am 1. November 2011 wechselte Rennie in die Major League Soccer zu den Vancouver Whitecaps.

### Seoul E-Land FC
Vom 11. September 2014 bis zum 15. Juni 2016 trainierte er den südkoreanischen Zweitligisten.

### Indy Eleven
Im Januar 2018 übernahm Rennie den US-amerikanischen Zweitligisten.

### Falkirk
Im Dezember 2021 kehrte Rennie in seine Heimat Schottland zurück und wurde als neuer Trainer des Scottish-League-One-Teams Falkirk bekannt gegeben.